# Carlos Martínez Díez
Carlos Martínez Díez (Lodosa, 9 de abril de 1986) é um futebolista profissional espanhol, defensor, joga no Burgos.

## Carreira
Carlos Martínez começou a carreira no Real Sociedad.